# 미스터 메르세데스
미스터 메르세데스(Mr. Mercedes)는 미국 작가 스티븐 킹의 소설이다. 그는 이 책을 자신의 첫 번째 하드보일드 탐정서라고 부른다. 2014년 6월 3일에 출판되었다. 3부작 중 첫 번째 권이며, 2015년에 파인더스 키퍼스를 통해 출간되었으며, 첫 번째 초안은 미스터 메르세데스가 출판될 무렵에 완성되었으며, 엔드 오브 워치(End of Watch)는 2016년에 출판되었다.
이 소설은 2015년 미국 미스터리 작가로부터 최우수 소설 부문 에드거상을 수상했고, 2014년에는 "미스터리와 스릴러" 부문에서 굿리즈 초이스상을 수상했다.